# 神田 (小惑星)
神田（かんだ、2248 Kanda）は小惑星帯に位置する小惑星。ハイデルベルクでドイツの天文学者カール・ラインムートが発見した。
日本の天文学者神田茂に因んで命名された。